# 卡勒瓦拉國家公園
64°59′N 30°13′E / 64.983°N 30.217°E

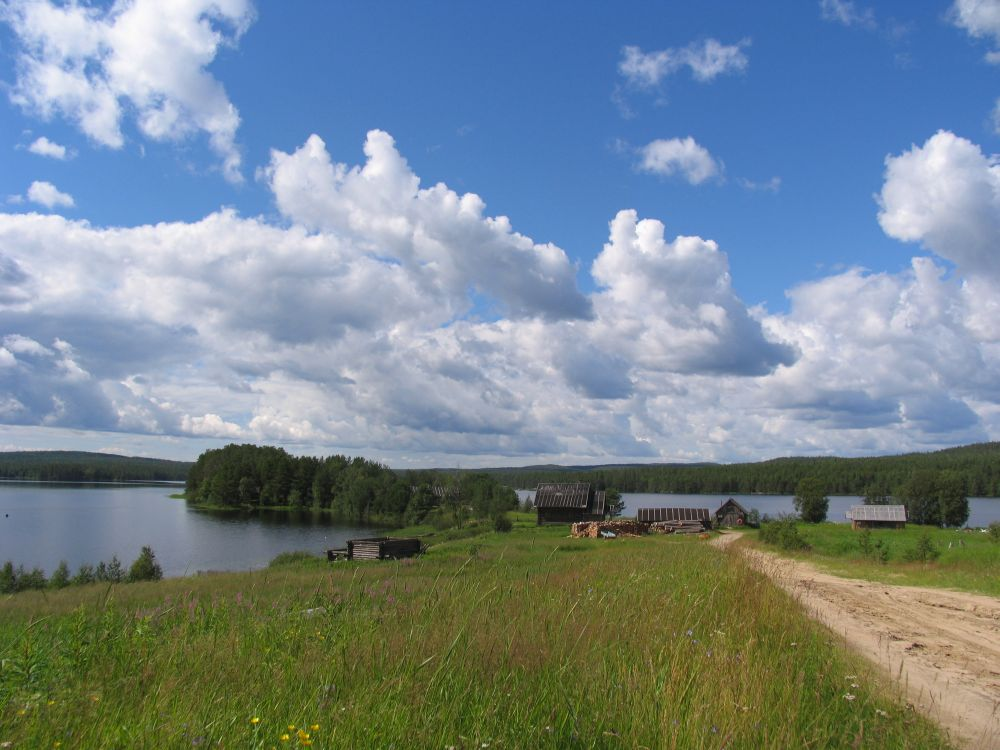

卡勒瓦拉國家公園是俄羅斯的國家公園，位於該國西北部卡累利阿共和國，處於科斯托穆克沙以北30公里，成立於2007年，面積744平方公里，受副極地氣候影響。